# Изложение
Изложението е организираното представяне на обекти. За разлика от панаира, чиято основна цел е търговия, изложението е предназначено за представяне на изкуство (естетическо удоволствие и оценка на положителните качества) за образователни, пропагандни или познавателни цели. Изложенията обикновено се провеждат в музеи,  художествени галерии и големи обществени институции. Освен това изложението е и представяне на фирми, занимаващи се с определена професионална сфера, например: туристическото изложение, представя страни, авиокомпании, курорти с цел популяризиране на туризма. Според общоприетите разбирания, при организирането на изложения в музеи и галерии, кураторът е този, който се занимава изцяло с подготовката и осъществяването.
Много пъти авторът е куратор на изложбения каталог

## Световното изложение
Първото световно изложение се провежда през 1851 г. в „Кристалния дворец“ в Лондон, с повече от 13 000 изложители. През 1889 г. в Париж се провежда световно изложение, посветено на стогодишнината от Френската революция, в чест на което е построена Айфеловата кула. Честотата на изложенията в света се увеличава през годините, а през 1928 г. в Париж се събират представители на 35 държави, които определят процедури за организиране на изложения и панаири. В резултат на това събиране беше създадено Бюрото за международни изложби, чиито офиси се намират в Париж, за да определят процедурите по изложби.
Броят на участниците в изложенията се е увеличил значително през годините. Първото изложение, проведено в „Кристалния дворец“, e посетено от около 6 милиона души. През 1970 г. Експо 70 се провежда в Япония и 64 милиона души от 77 различни държави взимат участие. Днес броят на посетителите на големите изложения в света е дори още по-голям.